# 豊北駅
豊北駅（とよきたえき）は、かつて樺太豊栄郡豊北村に存在した鉄道省樺太東線の駅である。

## 歴史
- 1911年（明治44年）7月20日 - 豊原駅 - 小沼駅間(8.7km)開業により草野駅（くさのえき）として設置。
- 1941年（昭和16年）
  - 4月1日 - 樺太鉄道の国有化にともなう路線再編により樺太東線と称するようになる。
  - 12月15日 - 豊北駅に改称[1]。
- 1943年（昭和18年）4月1日 - 南樺太の内地化により、鉄道省（国有鉄道）に編入。
- 1945年（昭和20年）7月15日 - 豊真線の線路付替えにより、豊真線列車の直通開始。
- 1945年（昭和20年）8月 - ソ連軍が南樺太へ侵攻、占領し、駅も含め全線がソ連軍に接収される。
- 1946年（昭和21年）2月1日 - 日本の国有鉄道の駅としては書類上廃止。
- 1946年4月1日 - ソ連国鉄に編入。ロシア語駅名は「ルゴヴォエ」。

## 運行状況
（1944年当時）

樺太東線のほか、川上線と豊真線の列車が直通し、利用可能であった。
- 樺太東線
  - 上りは大泊駅行き5本と、豊原駅行き2本、大泊港駅行きが1本が運行されていた。
  - 下りは落合駅行き4本と、敷香駅行き2本と上敷香駅行きと知取駅行き各1本が運行されていた。
- 川上線（豊原駅 - 川上炭山駅）間4往復と、豊真線（豊原駅 - 真岡駅）間3往復が運行されていた。

現在はユジノサハリンスク駅とチーハヤ駅、トマリ駅発着の各1往復が停車し、特急は通過する。

## 隣の駅
鉄道省樺太鉄道局
樺太東線
北豊原駅 - 豊北駅 - 南小沼駅